# 多林金德斯利
多林金德斯利（英語：Dorling Kindersley，品牌名與常用均為DK）是一家國際性的英国出版企業，現為企鵝蘭登書屋的子公司。DK創建于1974年，至1982年起出專門出版成人及兒童的插畫參考讀物，内容涉及多個領域，涵盖旅行指南、科學、藝術、歷史、烹飪、園藝和育兒等，並在全世界被翻譯成62多種語言。DK與全球多個企業、機構、品牌等建立授權合作夥伴關係，出版相關内容的讀物，包括迪士尼、樂高、DC漫畫、英國皇家園藝學會、“我要做厨神”節目、史密森學會等。此外，DK在紐約、倫敦、慕尼黑、新德里、多倫多、北京、江門和澳大利亞均有辦事處。CK委托瑪麗·貝莉、蒙蒂·唐、羅伯特·溫斯頓、休·查里兹、史蒂夫·莫爾德等人士，出版一系列的讀物。

## 歷史
1974年，DK由尅里斯托弗·多林與彼得·金德斯利在倫敦創立。初期，DK是一家圖書包裝公司，後來在英國出版了第一本書——服務於英國志願醫療服務的《First Aid Manual（急救手冊）》。1988年，CK出版了“Eyewitness（目擊者）”叢書的第一本書，該書出版至今。至1991年起，DK開始在美國出版讀物。同年，微軟收購了DK的26%的股份。1996年，DK聘請了美國百科全書出版商科裏爾旗下兒童出版社Orchard Books的3名編輯，科裏爾起訴這3名編輯與DK，聲稱他們密謀挖走作者與插畫家。隨後，DK與科裏爾達成訴訟和解。
1999年，DK高估了《星球大戰》授權圖書的銷量，積壓了數百萬冊的庫存待售，進而為嚴重的債務問題所纏身。DK在隨後的1年被培生集團收購，并成爲旗下企鵝出版集團的子公司。作爲被收購之後的結果，DK的讀物開始擁有企鵝圖書的標簽，並得以繼續銷售《星球大戰》授權圖書。
2013年，貝塔斯曼的蘭登書屋與培生集團完成合并，組建企鵝蘭登書屋。貝塔斯曼與培生集團分別持有新公司的53%與47%的股份。DK繼而成爲新成立的企鵝蘭登書屋的一部分，繼續利用企鵝出版的貿易出版渠道。2017年，培生集團同意將在企鵝蘭登書屋的22%股份出售給貝塔斯曼，保留25%的股份。2019年12月，貝塔斯曼同意收購培生集團在企鵝蘭登書屋剩下的25%股份，從而間接地收購了DK，使其成爲貝塔斯曼的全資子公司。同年，DK將旗下的電子游戲攻略出版商Prima Games出售給Asteri Holdings。

## 參閲
- Cartopedia

## 外部連結

DK 標識, 2014–2020

- Dorling Kindersley website （页面存档备份，存于）
- Dorling Kindersley travel （页面存档备份，存于）
- Dorling Kindersley personalized travel guides （页面存档备份，存于）
- BradyGames' official website